# Cheilotrichia (Cheilotrichia) alicia
Cheilotrichia (Cheilotrichia) alicia is een tweevleugelige uit de familie steltmuggen (Limoniidae). De soort komt voor in het Nearctisch gebied.